# Лабораторна флотомашина

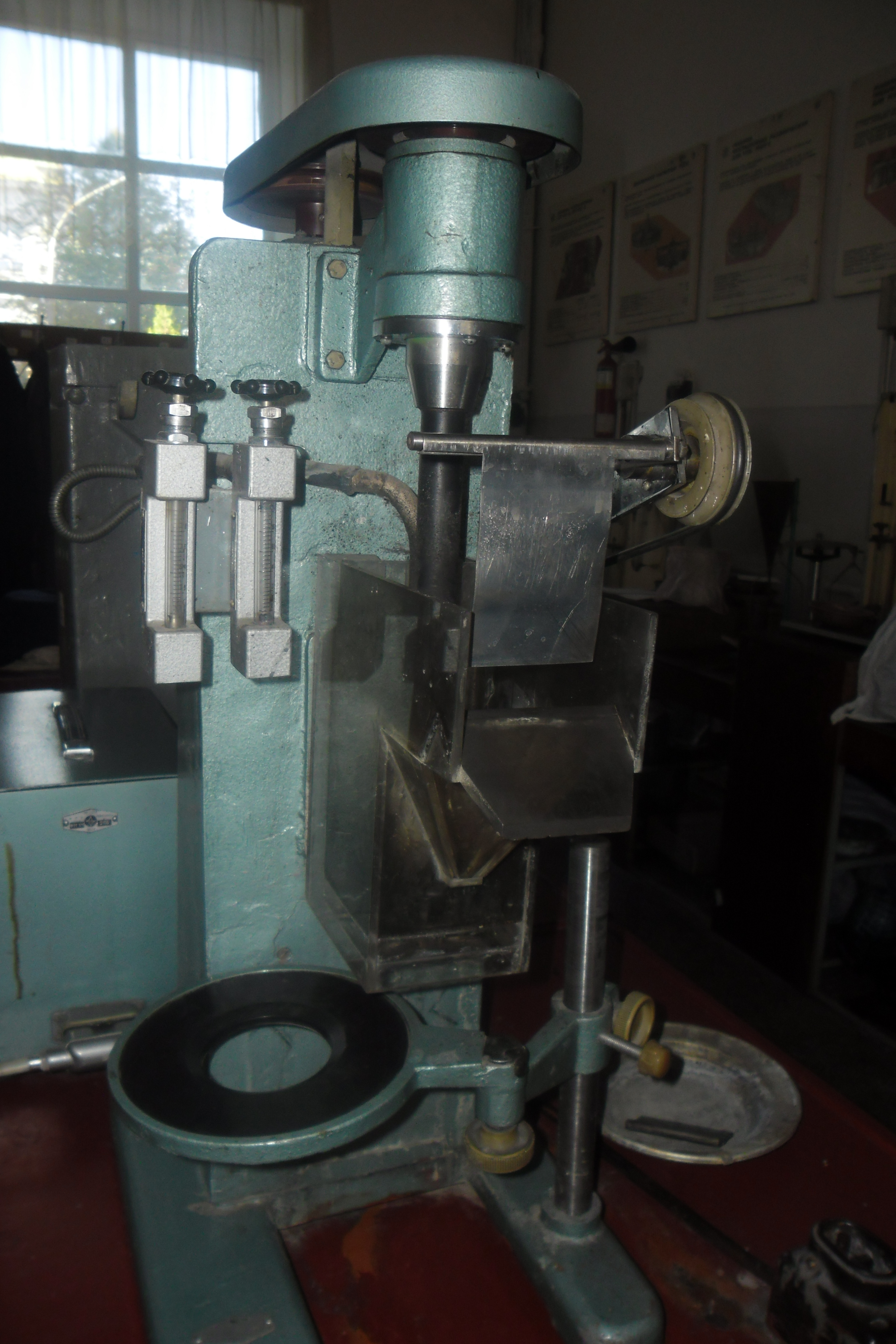
Лабораторна флотомашина

Лабораторія Донецького національного технічного університету з флотації. Кінець ХХ ст.Україна, Донецьк. Лабораторні флотомашини — ліворуч на столі.

Лабораторна флотомашина — фізична модель флотаційної машини, призначена для лабораторних досліджень процесу флотації та роботи флотаційної машини. Застосовується також у навчальному процесі на кафедрах «Збагачення корисних копалин». Основні елементи: масивний корпус-основа, привод, ванна машини, імпелер, аератор.
Використовуються при дослідженні на збагачуваність різних типів руд. Лабораторні флотомашини ефективно використовуються при дослідженні руд кольорових, чорних, рідкісних, благородних металів, неметалічних копалин, а також сировини техногенних родовищ.